# 25629 Mukherjee
25629 Mukherjee è un asteroide della fascia principale. Scoperto nel 2000, presenta un'orbita caratterizzata da un semiasse maggiore pari a 2,2378593 UA e da un'eccentricità di 0,0872324, inclinata di 4,90223° rispetto all'eclittica.